# La Vereda
La Vereda és un grup musical resident a Mallorca amb base a Manacor. A la seva música s'entremesclen diferents estils musicals com: Rumba, Rock, Funky, Pop, Reggae, Buleria, Ritmes Llatins, etc, amb espais per la improvisació. La formació completa consta de 6 músics, encara que realitzen actuacions en diferents formats. Les lletres són d'alt contingut social, moltes vegades en to d'humor, creant un ambient divertit i molt ballable en les seves actuacions (d'1'45 min.aprox.) fent participar al públic.

## Discografia[1]
- Recopilatoris > XI Mostra Rock Manacor 99 (1999)
- Recopilatoris > Vacaciones de verano... (2001)
- Recopilatoris > Vacaciones de verano vol. 2 (2003)
- “La vereda” (homònim) (2002)
- Mamifer@s (2006)
- Salvaje quien pueda (2010)
- Te Muta Madre (2014)